# شركة السيارات الكويتية العراقية
شركة السيارات الكويتية العراقية هي شركة مساهمة تأسست عام 1925 على يد حامد رجب النقيب، وقد حصلت الشركة على امتياز من حاكم الكويت الشيخ أحمد الجابر الصباح ومدة الامتياز 50 سنة وقد تخصصت الشركة في نقل الركاب بين الكويت والعراق.

## الامتياز
تحصل حامد النقيب على حق امتياز مدته 50 سنة من الشيخ أحمد الجابر الصباح في أبريل 1925م وذلك لتأسيس شركة نقل بري بين الكويت والعراقية وذلك مقابل 500 ربية تدفع سنويا لحاكم الكويت إضافة إلى سيارة واحدة من نوع فيات تعطى لمرة واحدة عند بدأ تشغيل الشركة، وقد نص الامتياز على اعفاء الشركة من أي رسوم جمركية حال استيرادها للسيارات ولوازمها من الخارج كما نص أيضا على اعفائها من جميع أنواع الضرائب. كما نص الامتياز على حظر اعطاء رخصة للافراد أو الشركات لممارسة نشاط النقل البري سواء للركاب أو البضائع وذلك طوال مدة الامتياز

## رأس المال
يتألف رأس مال الشركة من 100 الف ربية موزعة على ألف سهم وقيمة السهم الواحدة 100 ربية، و
ملاك الاسهم هم سكان مدينتي الكويت والبصرة ويمتلك حامد رجب النقيب أكثرية الاسهم.

## النشاط
باشرت الشركة نشاطها لنقل الركاب بين الكويت والبصرة على الرغم من المنافسة الشديدة من النقل البحري الذي كانت تكلفة تقل كثيرا على النقل بواسطة الشركة لاسيما ان النقل عن طريق السفن يسمح بنقل الامتعة بمهما كان حجمها مع المسافر دون دفع شيء عليها على عكس الحال مع سيارات الشركة